# Gimme (One)
Gimme è un singolo della boy band greca One pubblicato nel 2002.

## Descrizione
Il brano è stato selezionato per rappresentare Cipro all’Eurovision Song Contest 2002 classificandosi al sesto posto. 

## Classifiche
| Classifica (2002) | Posizione massima |
| ----------------- | ----------------- |
| Grecia            | 2                 |